# Верцуоло
Верцуоло (итал. Verzuolo) је насеље у Италији у округу Кунео, региону Пијемонт.
Према процени из 2011. у насељу је живело 4940 становника. Насеље се налази на надморској висини од 431 м.

## Становништво
| 1931. | 1936. | 1951. | 1961. | 1971. | 1981. | 1991. | 2001. | 2011. |
| ----- | ----- | ----- | ----- | ----- | ----- | ----- | ----- | ----- |
| 5.668 | 5.805 | 5.904 | 6.010 | 6.265 | 6.029 | 6.020 | 6.196 | 6.409 |